# 데비나 허마완
데비나 허마완(인도네시아어:Devina Hermawan)은 1993년 11월 11일생으로 인도네시아셰프이자 작가이자 요리 강사이다.

## 학력
- 초등학교(2000-2006): Santo Yusup I 초등학교, 인도네시아반둥
- 중학교(2006-2009): Santo Aloysius Bandung 중학교, 인도네시아반둥
- 고등학교(2009-2012): Santo Aloysius Bandung 고등학교, 인도네시아반둥
- 대학교(2012-2016): 반둥 공과대학교(인도네시아어: Institut Teknologi Bandung)경영학 학사, 인도네시아

## 일생
데비나는 어렸을 때부터 요리에 대한 열정이 많았다. 어머니의 격려로 그녀는 세계 각국의 요리와 맛, 그리고 요리 스타일을 탐구했다. 어머니의 격려로 그녀는 세계 각국의 요리와 맛, 그리고 요리 스타일을 탐구했다.
요리책과 유튜브로 요리를 독학한 데비나는 인도네시아 반둥공과대학에서 경영학을 전공했다.
개인 셰프로서 그녀는 제 6대 인도네시아 대통령인 수실로 밤방 유도요노(인도네시아어: Susilo Bambang Yudhoyono)와 주지사인 West Java Ridwan Kamil을 비롯한 여러 인도네시아 주요 인사들에게 자신의 요리를 선보였다.

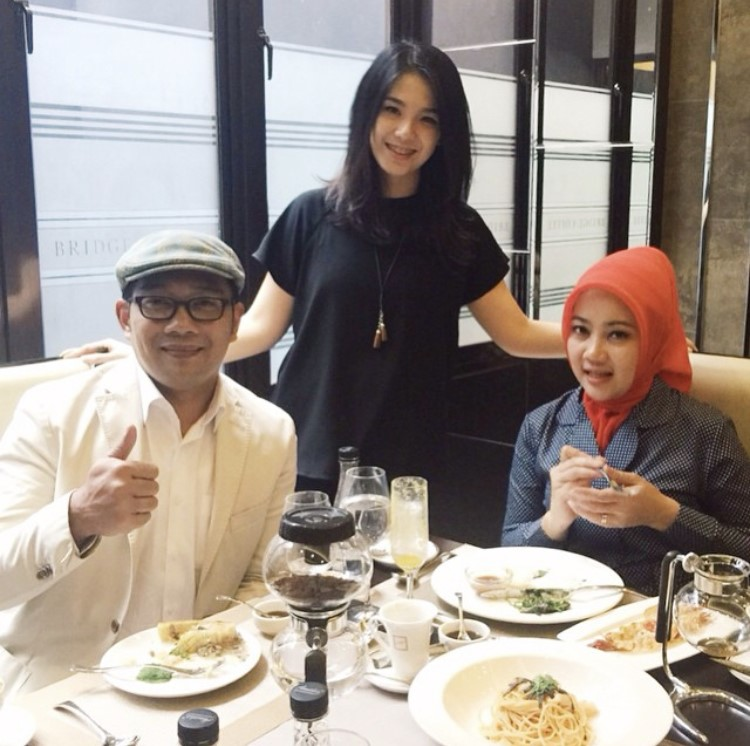
Devina는 Ridwan Kamil과 그의 아내를 위해 요리한다.

데비나는 어머니가 되기 전 디자이너의 런웨이 모델이었다.

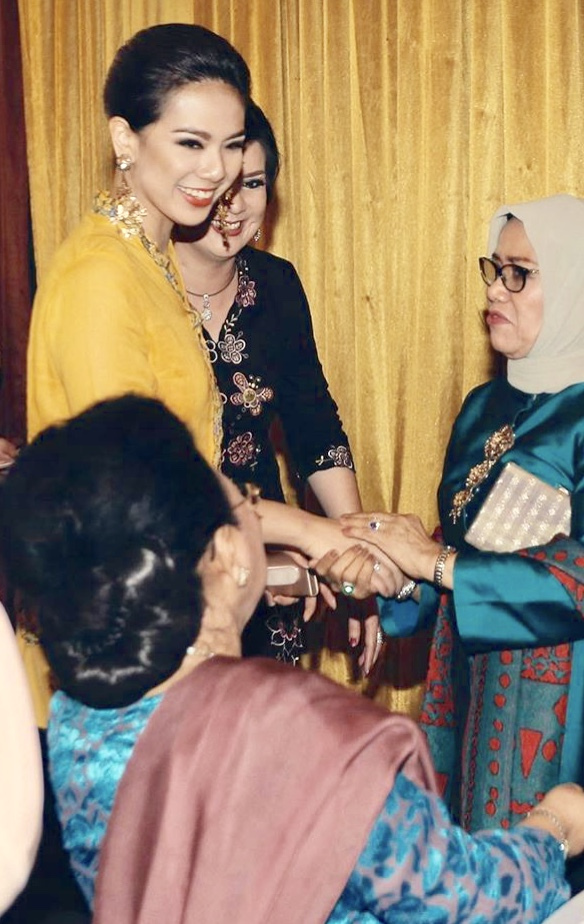
Ghea Panggabean, Mutu Manikam Nusantara의 오프닝 쇼에서 Mufidah 유숩 칼라와 데비나

## 경력
데비나는 TV 쇼 마스터셰프 인도네시아 시즌 5에 합류하면서 유명해졌다. 마스터셰프 이후, 데비나는 데비나는 "팁 & 트릭"과 실패 방지 방법으로 유명한 자신의 유튜브 채널에 레시피 비디오와 요리 튜토리얼을 활발하게 공유한다. 2년 만에 공유된 레시피 영상 수는 334개에 달하며 173만 명의 팔로워를 기록하고 있다. (2021년 8월 31일 기준).

### 요리책
데비나는 “Indonesian Fusion Foods”와 “Yummy! 76 Menu Favorit Anak”(2021년) 두 권의 요리책을 출간했다. “Indonesian Fusion Foods”는 8쇄, “Yummy! 76 Menu Favorit Anak”은 2쇄 인쇄되었다. 데비나의 요리책은 모두 Agromedia Group의 Kawan Pustaka 출판사에 의해 출판되었다. (2021년 8월 31일 기준).

### 브랜드 홍보대사 및 TV 광고
데비나는 2021년부터 Groupe SEB의 프랑스 조리기구 및 기구 제조업체인 테팔(영어:Tefal)의 인도네시아 브랜드 홍보대사로 임명되었다. 같은 해, 데비나는 미국 식품 대기업인 퀘이커 오츠(영어:Quaker Oats)의 인도네시아 브랜드 홍보대사로 위촉되기도 했다.
데비나는 또한 Sarwendah Tan, Putri Habibie, Putri Miranti와 함께 FKS Food의 BOLA Deli 밀가루 브랜드 홍보대사로 TV 광고에 출연했다.

### TV 프로그램
2022년 3월 12일, 전국적인 요리 프로그램인 '주방 데비나'(인도네시아어:Dapur Devina)가 국영 TV 방송사이자 인도네시아에서 가장 오래된 TV 방송사인 TVRI에서 방송되었다. 이 프로그램은 인도네시아 각 지역의 다양한 메뉴와 레시피를 선보였다.

### 스페셜 콜라보레이션 메뉴
2020년 12월, 데비나는 Sour Sally Group의 Wowteg!와 함께 스페셜 콜라보 메뉴인 "Nasi Bungkus Kekinian"를 출시했다. 2021년 8월, 데비나는 Shihlin Taiwan Street Snacks와 함께 스페셜 콜라보 메뉴인 "Ayam Bumbu Rujak"를 출시했다. 2021년 10월, 데비나는 Holycow!의 Steak Hotel과 함께 스페셜 콜라보 메뉴인 "Cafe de Paris Steak and Fries"를 출시했다.

## 책
- Indonesian Fusion Foods (2019), ISBN 978-979-082-317-4[19]
- Yummy! 76 Menu Favorit Anak (2021), ISBN 978-979-757-685-1[20]

## 브랜드 홍보대사
- 테팔(영어:Tefal) (2021-현재)
- 퀘이커 (영어:Quaker) (2021-현재)
- 앵커 (영어:Anchor) (2021-현재)
- BOLA Deli (2021-현재))

## 필모그래피
- '주방 데비나'(인도네시아어:Dapur Devina)[21]

## 광고
- 테팔(영어:Tefal)
- 퀘이커 오츠(영어:Quaker)
- 앵커 (영어:Anchor)
- La Fonte
- Bank Danamon
- Maybank
- BOLA Deli
- Minyak Goreng Fortune
- Sosis Kanzler
- MODENA
- Metric
- Oxone
- 토코페디아(영어:Tokopedia)
- Indomilk
- Mercure Global
- Sampoerna Academy
- New Zealand Trade and Enterprise (NZTE)
- Department of International Trade Promotion (DITP)
- Nutella
- Sunny Gold
- Kecap Manis Bango
- Greenfields Fresh Jersey Milk
- Morinaga Chil*Go!
- Alam Sutera Winona
- HappyFresh
- Nutrijell
- Kecap Menjangan 150
- Santan Kara
- Carnation Evaporasi

### 참고 자료
- “Nasi Ayam Oncom ala Chef Devina Sukses Bikin Emil Ketagihan” (인도네시아어). Bandung: WJToday.com. 2019년 3월 26일. 2019년 3월 26일에 원본 문서에서 보존된 문서. 2019년 3월 26일에 확인함.

- “Ayam Oncom Chef Devina Diminta Jadi Menu Maksi Ridwan Kamil” (인도네시아어). Bandung: Inilah.com. 2019년 3월 26일. 2021년 4월 1일에 원본 문서에서 보존된 문서. 2019년 3월 26일에 확인함.

- “Emil Ketagihan Nasi Ayam Oncom ala Finalis Master Chef Devina” (인도네시아어). Bandung: Koran Sindo. 2019년 3월 26일. 2019년 3월 26일에 확인함.

- “Devina Hermawan: Iga Bakar Saus Cappuccino, Cara Unik Nikmati Kopi” (인도네시아어). Bandung: Liputan 6. 2017년 4월 28일. 2019년 3월 10일에 확인함.

- “Devina Hermawan, Berjuang untuk Sejahterakan Petani Kopi di Indonesia” (인도네시아어). Jakarta: Kabare.id. 2017년 4월 6일. 2019년 3월 10일에 확인함.[깨진 링크(과거 내용 찾기)]

- “Devina Hermawan: Kuliner Unik Iga Bakar Saus Cappuccino” (인도네시아어). Bandung: BisnisWisata.co.id. 2017년 4월 28일. 2017년 5월 1일에 원본 문서에서 보존된 문서. 2019년 3월 10일에 확인함.

- “Ridwan Kamil Minta Ayam Oncom Jadi Salah Satu Menu Makan Siang Rutin” (인도네시아어). Bandung: Kompas. 2019년 3월 25일. 2019년 3월 25일에 확인함.

- “Saat Chef Devina Sajikan Ayam Oncom ala Devina untuk Kang Emil, Rasanya Gurih, Kompleks dan Unik” (인도네시아어). Bandung: TribunNews.com. 2019년 3월 25일. 2019년 3월 25일에 확인함.

- “Devina Hermawan: Memadukan Hobi dan Bisnis” (인도네시아어). Bandung: Pikiran Rakyat. 2015년 12월 20일.

- “Devina Hermawan: Antara Dapur Catwalk, Alam dan Anak-anak” (인도네시아어). Bandung: Pikiran Rakyat. 2013년 3월 31일.

- “Devina Hermawan: Kembangkan Energi Multitalenta” (인도네시아어). Bandung: Koran Sindo. 2012년 12월 9일.